# Cop de revés

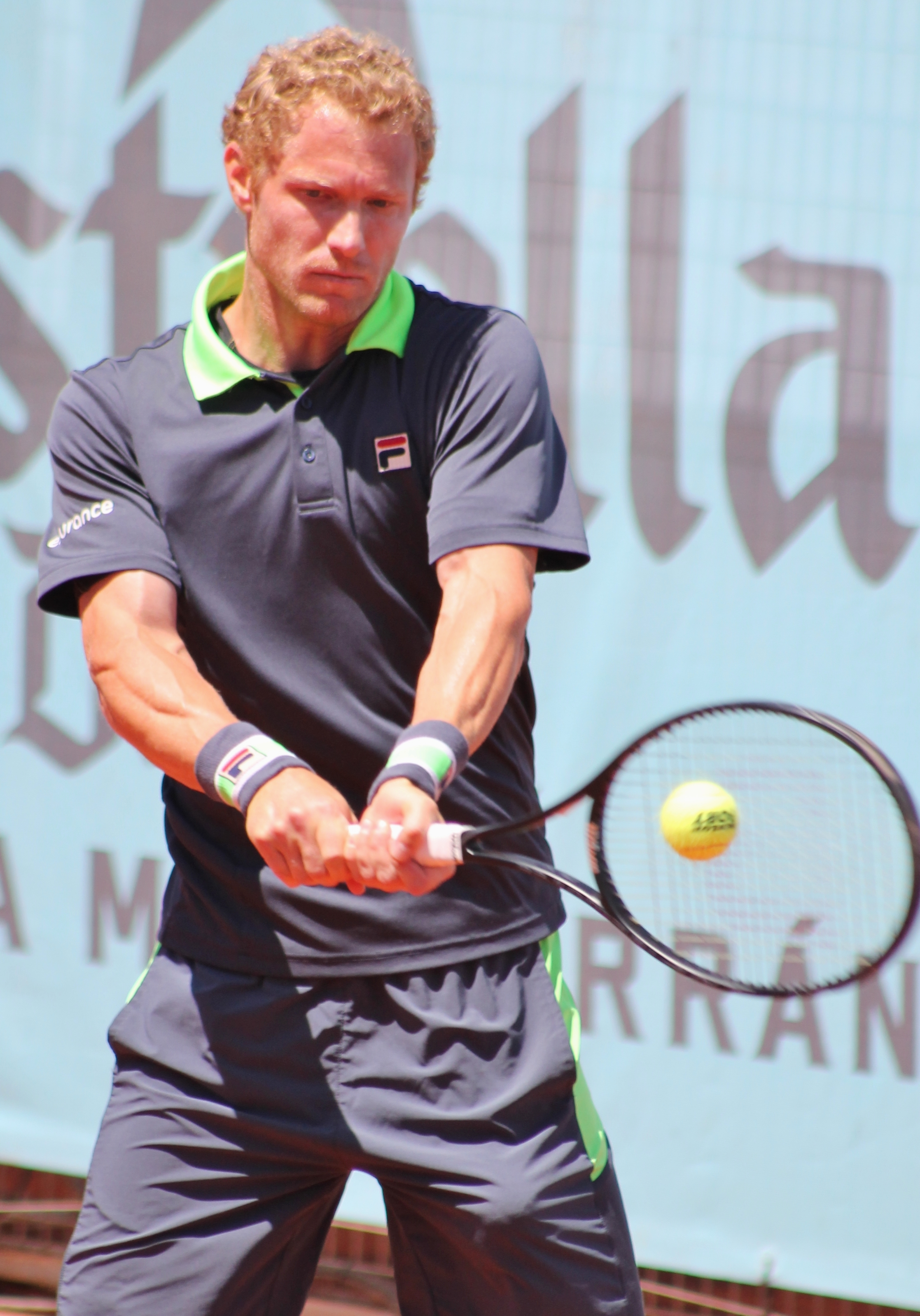
Revés a dues mans

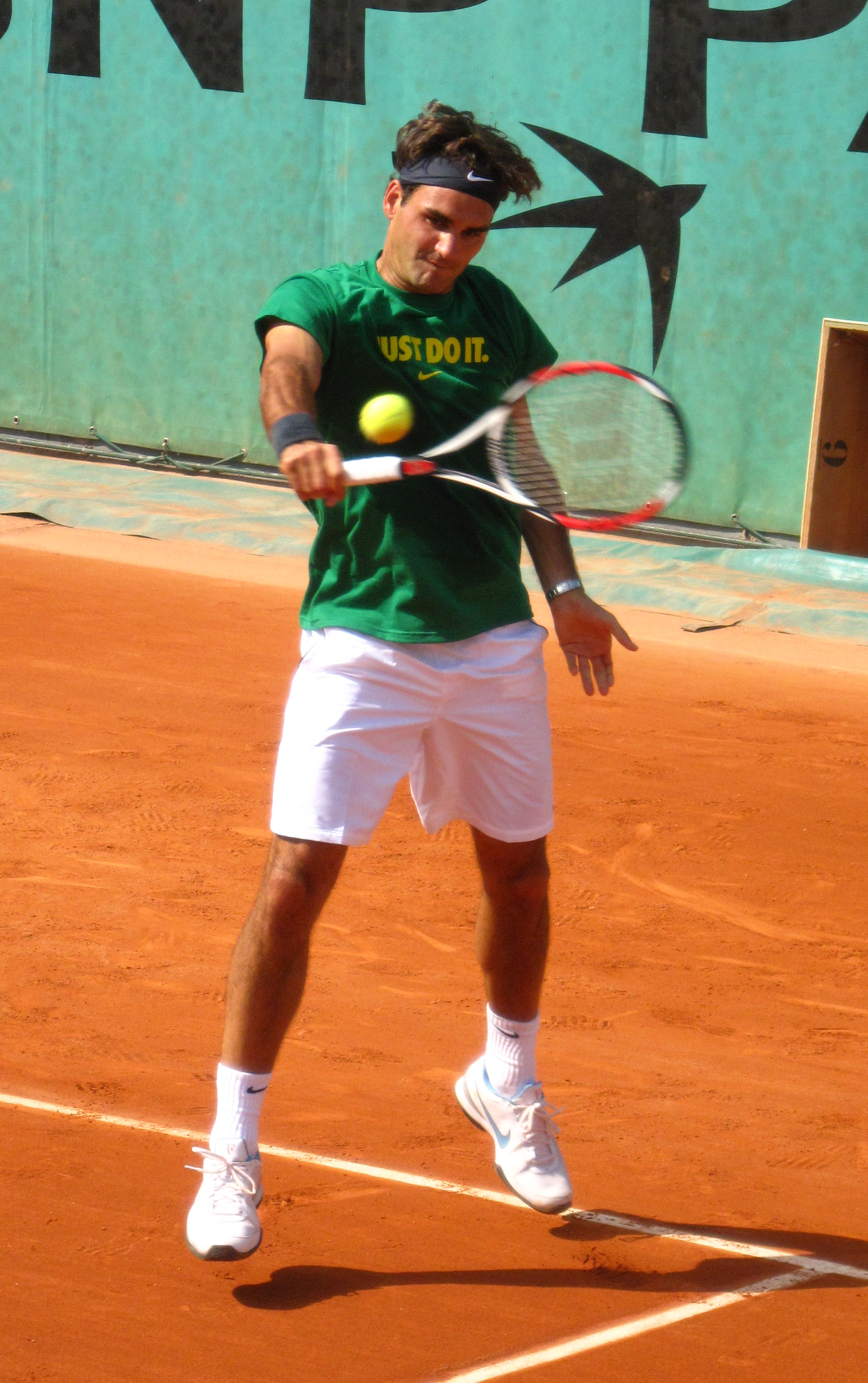
Revés a una mà

En tennis, el cop de revés consisteix en donar a la bola després del primer bot, de forma directa, del costat oposat del braç hàbil del jugador i es realitza de baix a dalt, en un moviment ascendent. En qualsevol de les tres modalitats del cop de revés (sense efecte o pla, amb efecte liftat o tallat), la mecànica de la tècnica és molt semblant.
Aquest cop es pot pegar amb una mà o amb dues i la tècnica canvia bastant.